# Browar Hipolita Lackowskiego
Browar Hipolita Lackowskiego – browar działający w Poznaniu od 1894 do 1962.
Browar funkcjonował na Jeżycach, przy ul. Kościelnej 23. Powstał w 1894 r. W jego rękach rodziny Lackowskich pozostał do 2. poł. lat czterdziestych XX wieku. W latach 50. XX wieku znacjonalizowany, a w 1962 zamknięty. Piwo produkowano w trzech stylach:
- porter,
- Zdrój Mieszczański (koźlak dubeltowy),
- Karmelickie (ciemne, z niedymionego słodu pszennego, reklamowane jako leczniczo-odżywcze)[1][2].

Produkowane gatunki piw były odpowiedzią na zapotrzebowanie niemieckiej ludności dzielnicy, która preferowała piwa ciężkie i mocne, a kobiety piwa dosładzane (te ostatnie przetrwały w produkcji do lat 50. XX wieku). Produkcję nadzorowali ówcześnie znani i doświadczeni technolodzy piwowarscy – inżynier Edward Stamm oraz mistrz piwowarstwa Hipolit Lackowski.